# 克朗塔夫
克朗塔夫（英語：Clontarf）是一个美國城市。位於明尼苏达州迅速县。根據2010年的人口普查，當地人口為164人。

## 地理
根据美国人口普查局，该城市的总面积為2.01平方英里（5.21平方）; 其中1.96平方英里（5.08平方）為陸地，0.05平方英里（0.13平方）為水域。